# يزبر (بشاريات الغربي)
یزبر (بالفارسية: یزبر) هي قرية تقع في إيران في قسم بشاریات الغربي الریفي. يقدر عدد سكانها بـ 334 نسمة .